# Bairdoppilata kerryi
Bairdoppilata kerryi is een mosselkreeftjessoort uit de familie van de Bairdiidae. De wetenschappelijke naam van de soort is voor het eerst geldig gepubliceerd in 1993 door Milau.